# TuS Koblenz
Die Turn- und Spielvereinigung Koblenz 1911 e. V. ist ein deutscher Fußballverein aus Koblenz. Er geht auf den im Stadtteil Neuendorf gegründeten Vorgängerverein TuS Neuendorf zurück. Die Vereinsfarben sind blau-schwarz. Spielstätte ist das Stadion Oberwerth im gleichnamigen Stadtteil Oberwerth. Ab der Saison 2024/25 spielt die 1. Herrenmannschaft in der fünftklassigen Oberliga Rheinland-Pfalz/Saar.

## Geschichte

### Die Anfänge
Nachdem im Jahr 1900 mit der Gründung des Coblenzer FC 1900 der erste Fußballverein in Koblenz entstand, wird kurze Zeit später auch in Neuendorf Fußball gespielt. Der erste Fußballverein in Neuendorf ist der FC Concordia 1910, der 1913 auch die Mitgliedschaft im Westdeutschen Spielverband beantragte, aufgrund des jungen Alters der Mitglieder von unter 21 Jahren jedoch nicht aufgenommen wurde. Der Gründung des FC Concordia 1910 folgt 1911 die Gründung des FC Deutschland. Der FC Deutschland gilt als Keimzelle der heutigen TuS Koblenz. Der Spielbetrieb des FC Deutschland wurde zunächst durch die Neuendorfer Schulleitung verboten, konnte ab 1913 dann aber aufgenommen werden. Zusätzlich wurde 1912 in Neuendorf der Verein FC Alemannia 1912 gegründet. Mit Ausbruch des Ersten Weltkrieges wurde 1914 der Spielbetrieb des FC Concordia 1910 und des FC Alemannia 1912 eingestellt. FC Deutschland mit den jüngsten Mitgliedern konnte den Spielbetrieb noch bis 1917 aufrechterhalten. Nach Ende des Ersten Weltkrieges wurde der für Neuendorf gemeinsame Fußballverein FV 1911 Neuendorf als Nachfolgeverein der Neuendorfer Vereine FC Deutschland (1917 aufgelöst), FC Concordia 1910 und FC Alemannia 1912 (beide 1914 aufgelöst) gegründet, auf den sich die TuS Koblenz beruft.
FV 1911 Neuendorf war der erste Neuendorfer Verein, der im Westdeutschen Spielverband um Punkte antrat (1920). Von 1920 bis 1932 schloss er jedes Jahr als Spitzenreiter ab. 1932 musste Neuendorf erstmals in seiner Vereinsgeschichte absteigen. Die heutige TuS Koblenz entstand nach dem Abstieg 1934 als Turn- und Spielvereinigung Koblenz-Neuendorf 1911 durch zwangsweise Fusion, dann aber freiwillig bestätigte Zusammenlegung der Neuendorfer Vereine FV 1911 Neuendorf und TV 1864 Neuendorf mit dem DJK und dem Arbeitersportverein Neuendorf. Die TuS Neuendorf schaffte umgehend den Wiederaufstieg und spielte insgesamt sieben Jahre in der Gauliga Mittelrhein bzw. Moselland-Ost. Auch nach den beiden weiteren Abstiegen 1937 und 1940 gelang die sofortige Rückkehr. 1943 und 1944 nahmen die Neuendorfer als Moselland-Meister an der Endrunde um die deutsche Meisterschaft teil, schieden aber jeweils in der ersten Runde aus.
Nach dem Zweiten Weltkrieg nahm die TuS zunächst nicht am geregelten Spielbetrieb teil und trug nur Freundschaftsspiele aus. Es dauerte bis zum Oktober 1946, bis die TuS wieder am Punktspielbetrieb (erstes Spiel ein 10:0 gegen die SG Gonsenheim) teilnehmen konnte. Da die französischen Besatzungsbehörden alle Turnvereine verbot, musste die TuS ihren Vereinsnamen ändern, sodass beschlossen wurde, sich in Tennis- und Spielvereinigung Koblenz-Neuendorf umzubenennen. Im Sommer 1947 hatten die Militärbehörden den „Schwindel“ mit der Namensgebung (TuS = Tennis- und Spielvereinigung) aber durchschaut und gaben eine Namensänderung (SpVgg Neuendorf) als Auflage bekannt. Allerdings nur für eine Saison, denn bereits in der folgenden Spielzeit durfte wieder zur alten Vorsilbe (TuS) zurückgekehrt werden. Den heutigen Namen „TuS Koblenz“ trägt der Verein seit dem 15. März 1982. Wenige Tage später spalteten sich „Traditionalisten“, die den alten Namen behalten wollten, ab und gründeten die TuS Neuendorf 1982. Dieser Verein spielt in der Saison 2023/24 in der Kreisliga C.

### Nachkriegszeit

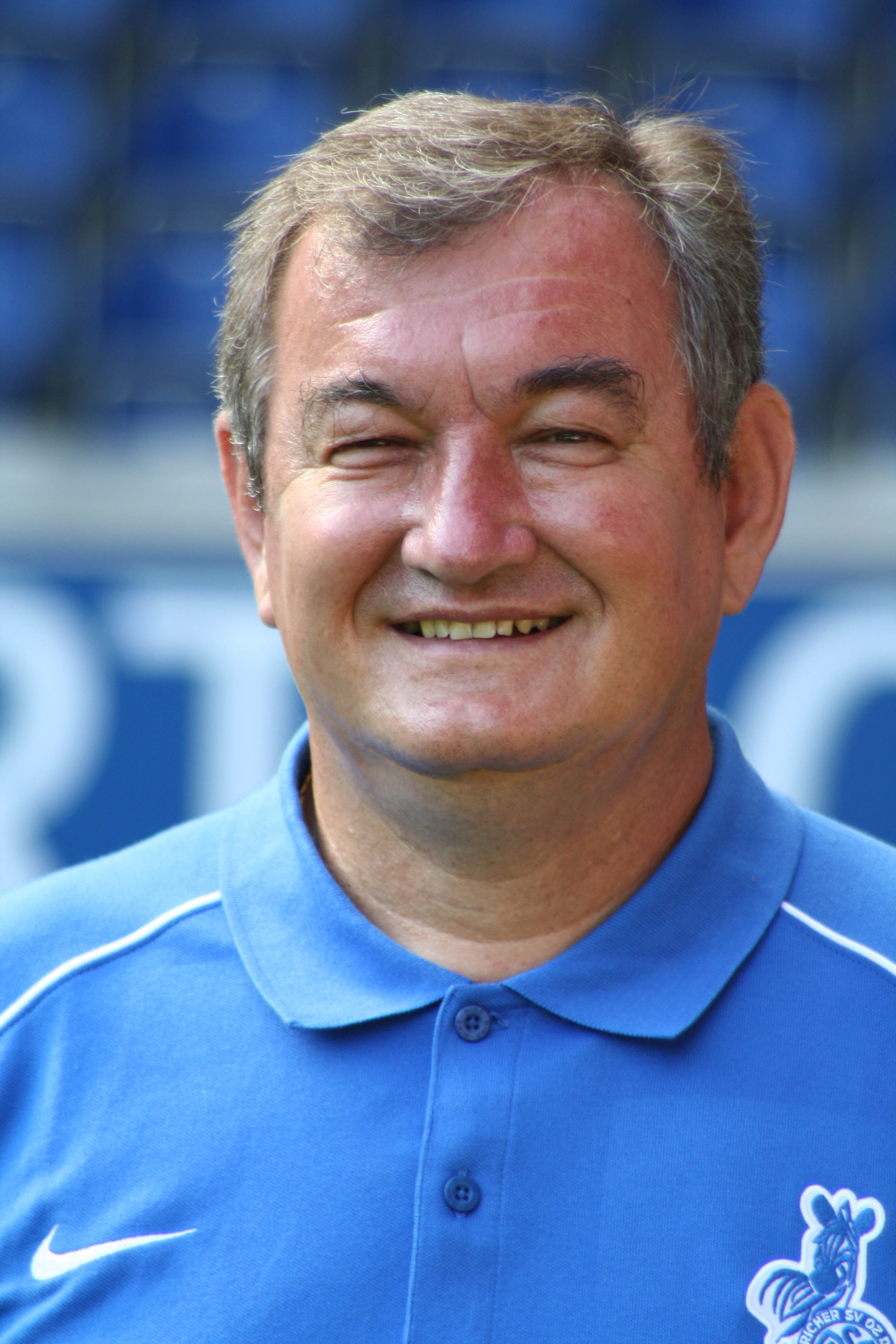
Aufstiegstrainer Milan Šašić

Ihre erfolgreichste Zeit hatte die TuS in den ersten zehn Nachkriegsjahren, als sie der Spitzengruppe der Oberliga Südwest angehörte und drei Mal Südwest-Vizemeister wurde. 1948 erreichten die Neuendorfer das Halbfinale um die deutsche Meisterschaft (1:5 gegen den 1. FC Kaiserslautern in Wuppertal). 1950 und 1956 spielten sie ebenfalls in der Endrunde, kamen aber nicht mehr so weit. Zudem stand man in der Saison 1953/54 im Halbfinale des DFB-Pokals, scheiterte dabei im Wiederholungsspiel mit 0:2 am späteren Titelgewinner VfB Stuttgart, nachdem man dem VfB in Stuttgart ein 2:2 abgetrotzt hatte. 1959 stieg der Verein aus der damals erstklassigen Oberliga ab. Nach der Rückkehr 1960 gehörten die Neuendorfer zum unteren Tabellenmittelfeld.
In der 1963 als Unterbau der neuen Bundesliga gegründeten Regionalliga Südwest verpassten die Neuendorfer keine Saison, gehörten aber nur selten zur Spitzengruppe. 1968 und 1969 nahmen sie als Vizemeister hinter dem SV Alsenborn (1969 punktgleich) an der Aufstiegsrunde zur Bundesliga teil, scheiterten aber in ihren Fünfergruppen im ersten Jahr als Dritter hinter dem Aufsteiger Offenbacher Kickers und Bayer 04 Leverkusen, im zweiten Jahr als Fünfter hinter Rot-Weiss Essen, VfL Osnabrück, Karlsruher SC und dem SC Tasmania 1900 Berlin. 1974 verfehlten die Neuendorfer die Qualifikation zur neuen zweiten Bundesliga deutlich.
In der Amateurliga Rheinland gehörte die TuS zu den Spitzenmannschaften. 1976 war ein Entscheidungsspiel (1:2 gegen Eintracht Trier) nötig, um die Meisterschaft zu entscheiden, 1977 und 1978 wurden die Neuendorfer in der regulären Saison Rheinlandmeister. Den Aufstieg in den Profifußball schafften sie erneut nicht, qualifizierten sich aber für die 1978 gegründete Amateuroberliga Südwest. Aus der stieg die TuS 1981 ab.
Die Rückkehr in die höchste südwestdeutsche Liga gelang erst 1994 unter dem Trainer und ehemaligen Spieler Colin Bell, als diese nur noch Oberliga Südwest hieß und als Unterbau der neuen Regionalliga nur viertklassig war. 1996 verpassten die Koblenzer erneut einen Aufstieg. Nach einer knapp abgewendeten Insolvenz im Sommer 2003 stiegen die Koblenzer 2004 überraschend in die Regionalliga Süd auf, wo sie in der Hinrunde zu den größten Überraschungsmannschaften zählten. Unter anderem gelangen Heimsiege gegen den Vorjahresmeister FC Bayern München Amateure, den SV Darmstadt 98, den FC Augsburg und den späteren Meister Offenbacher Kickers. Mit 10.025 Zuschauern gab es gegen die Bayern erstmals seit Jahrzehnten eine fünfstellige Zuschauerzahl auf dem Oberwerth, die im Sommer 2005 in der ersten Runde des DFB-Pokals gegen Hertha BSC mit fast 15.000 Zuschauern nochmals überboten wurde. In der Saison 2005/06 machte TuS Koblenz den Aufstieg in die zweite Bundesliga am 13. Mai perfekt.

### Vier Jahre in der 2. Bundesliga

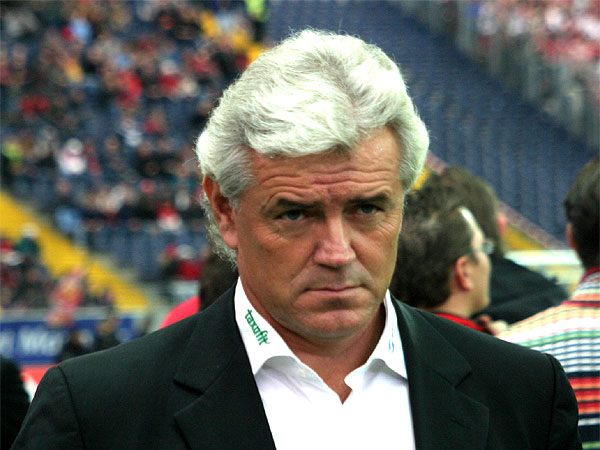
Trainer Uwe Rapolder

In die Zweitliga-Saison 2006/07 startete die TuS mit einer starken Hinrunde, geriet jedoch in den Wochen vor Saisonende in den Abstiegskampf. Nach der Trennung von Trainer Milan Šašić sicherte sich Koblenz unter Uwe Rapolder dennoch bereits am 33. Spieltag den Klassenerhalt. In der Saison 07/08 war Mario Basler als zweiter Assistent von Uwe Rapolder tätig. In der Saison 2007/08 bestrafte die DFL den Verein „auf Grund nicht vorgelegter Verträge im Bereich des Spielbetriebs, die von erheblicher wirtschaftlicher Relevanz im Lizenzierungsverfahren für die aktuelle Spielzeit gewesen sind“, mit dem Abzug von acht Punkten am Saisonende sowie einer Geldstrafe von 200.000 Euro. Am 8. Mai 2008 einigten sich die TuS und die DFL auf einen Abzug von sechs Punkten für die Saison 2007/08, dafür startete der Verein mit drei Minuspunkten in die Saison 2008/09. Dennoch kann man die Spielzeit 2007/08 als die erfolgreichste Saison der TuS in der 2. Liga bezeichnen. Bis zu dem Punktabzug hatte man nichts mit dem Abstieg zu tun. In der gesamten Saison wurden nur zwei Heimspiele verloren: Gegen den 1. FC Köln und Borussia Mönchengladbach, welche am Ende der Saison beide in die 1. Bundesliga aufstiegen.
Am 19. Oktober 2008 kassierte die TuS mit einem 0:9 bei Hansa Rostock die bis dato höchste Niederlage in der Geschichte der eingleisigen 2. Fußball-Bundesliga. Dennoch schaffte die TuS Koblenz als Vierzehnter den Klassenerhalt. Neben vielen enttäuschenden Auswärtsauftritten gelangen auch beachtliche Siege, unter anderem ein 5:0-Heimsieg gegen den 1. FC Kaiserslautern, der bis dato ungeschlagener Tabellenführer der 2. Bundesliga gewesen war.
Nach einer enttäuschend verlaufenden Hinrunde in der Saison 2009/10 wurde Uwe Rapolder nach einer 0:3-Niederlage am 16. Spieltag beim 1. FC Kaiserslautern entlassen. Die TuS stand zu diesem Zeitpunkt auf Platz 16 der Tabelle. Für ein Spiel übernahm Co-Trainer Uwe Koschinat die Mannschaft, konnte aber eine weitere Niederlage gegen den Konkurrenten FSV Frankfurt nicht vermeiden. Die TuS schloss damit die Hinrunde der Saison mit lediglich 12 Punkten auf Platz 17 ab. Zur Winterpause wurde Petrik Sander als neuer Trainer der TuS Koblenz vorgestellt. Mit ihm wurden ebenso neue Spieler verpflichtet, welche helfen sollten, die TuS vor dem Abstieg zu retten. Neu an den Oberwerth kamen Edmond Kapllani, Daniel Gunkel, Anel Dzaka und Andreas Glockner. Sander sollte den Verein in der Rückrunde mindestens auf den Relegationsplatz führen. Bis zum direkt rettenden Platz 15 bestand zum Abschluss der Hinrunde bereits ein Abstand von sieben Punkten. Am 33. Spieltag der Saison 2009/10, nach einem 2:2 gegen den Bundesliga-Aufsteiger 1. FC Kaiserslautern, stand der Abstieg in die 3. Liga fest. Im Gegensatz dazu gelang der zweiten Mannschaft der TuS der Aufstieg in die höchste Spielklasse des Fußballverbandes Rheinland, der Rheinlandliga.

### Lizenzverzicht und Abstieg in Liga 4

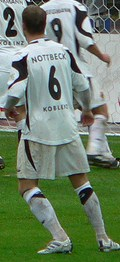
Lukas Nottbeck im Trikot der TuS Koblenz

Zur Saison 2010/11 wurde der Kader komplett umgestaltet, lediglich Johannes Rahn, Michael Stahl und Dieter Paucken blieben aus dem Kader der Vorsaison erhalten, dazu einige junge Spieler aus dem Kader der zweiten Mannschaft. Aufgrund eines stark gesunkenen Etats und der Verschuldung des Vereins setzte Sander stark auf junge deutsche Spieler und verpflichtete lediglich einige gestandene Profis. Sander erhielt von Seiten des Vereins einen neuen Vertrag, um den Neuaufbau in Koblenz voranzutreiben. Neu an den Oberwerth kamen unter anderem Massimo Cannizzaro, Dennis Brinkmann, Lukas Nottbeck, Marcus Steegmann und Christian Pospischil als erfahrene Spieler. Sie sollten den jungen Spielern mit ihrer Erfahrung zur Seite stehen und so dabei helfen die TuS in der 3. Liga zu etablieren und einen weiteren Abstieg zu vermeiden. Mit einem 1:0‑Sieg gegen Fortuna Düsseldorf im DFB-Pokal spielte die TuS wichtiges Geld in die leeren Kassen. Dadurch war es möglich, mit Manuel Hornig einen weiteren erfahrenen Spieler zu verpflichten. Noch mehr Geld wurde durch den Zweitrundensieg (2:1) im DFB-Pokal gegen Hertha BSC erspielt. Bei der Partie fiel das Tor des Jahres durch Michael Stahls 61,5-Meter-Schuss, das der TuS zum Einzug ins Pokal-Achtelfinale verhalf, in dem sie dem 1. FC Kaiserslautern 1:4 (1:0) unterlagen. Das Jahr 2010 schloss die TuS auf Platz acht der Tabelle ab, wobei zwei Spiele aufgrund schlechter Witterungsverhältnisse in den Januar 2011 verlegt wurden. In der Rückrunde hielt sich die TuS weiterhin sich aus dem Abstiegskampf fern und konnte sogar kurzfristig den dritten Tabellenplatz ins Auge fassen. Zum Ende der Saison blieben die Siege allerdings aus und Koblenz beendete die Saison auf Tabellenplatz elf.
Schon während der Saison gab es vermehrt Anzeichen, dass die finanzielle Situation des Vereins und der GmbH trotz unvorhersehbarer Mehreinnahmen, z. B. aus dem DFB-Pokal, weiterhin sehr angespannt war. Der langjährige Aufsichtsratsvorsitzende und Mäzen der TuS, Walterpeter Twer, veräußerte daraufhin die der Mittelrhein Verlag GmbH gehörenden Geschäftsanteile an der TuS Koblenz GmbH für einen symbolischen Euro an den Verein, um so Platz für neue Sponsoren und Investoren zu machen. Da die TuS keinen neuen Investor gewinnen konnte, hielt der TuS Koblenz 1911 e. V. 100 % an der ausgegliederten Profiabteilung, der TuS Koblenz GmbH. Aufgrund der erfolglosen Investorensuche gab die TuS am 7. Juni 2011 bekannt, dass die erste Mannschaft 2011/12 nicht am Spielbetrieb der 3. Liga teilnehmen werde. Am 1. Juli 2011 wurde die TuS Koblenz vom DFB für die Regionalliga West zugelassen. Fast zeitgleich präsentierte die TuS mit Michael Dämgen einen neuen Trainer für die Saison 2011/12.

### Versuchter Neuaufbau in der Regionalliga, Abstieg in die Oberliga und Insolvenz

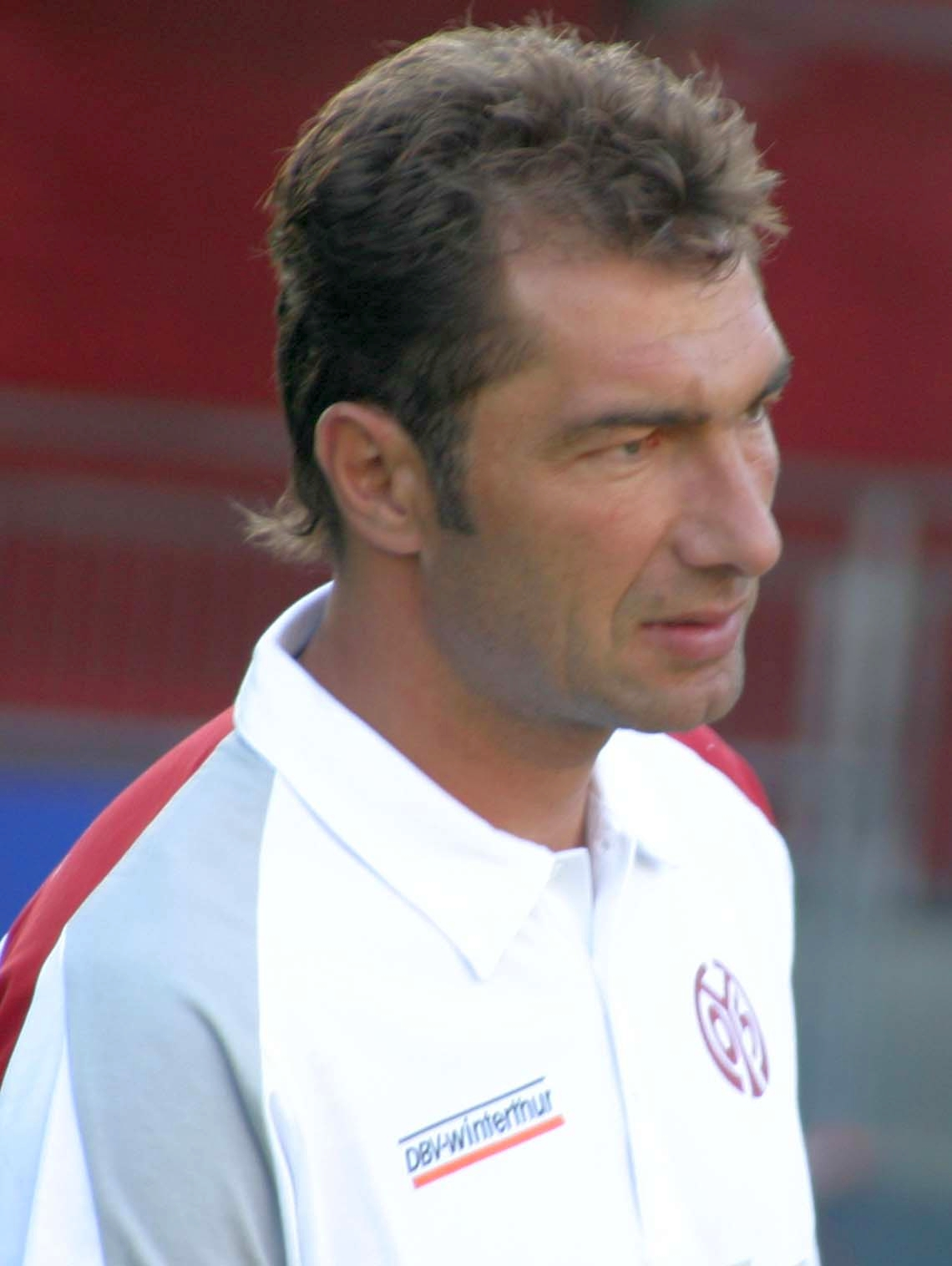
War von September 2012 bis August 2013 Cheftrainer der TuS Koblenz: Peter Neustädter

Aufgrund der lange unklaren Situation konnte die TuS Koblenz erst spät die Vorbereitung zur neuen Saison aufnehmen. Unter Zeitdruck wurde eine neue Mannschaft zusammengestellt. Doch schnell zeigte sich, dass die Mannschaft zu Beginn der Saison kaum konkurrenzfähig war. Mit Mineiro wurde ein namhafter Spieler als Führungsspieler verpflichtet. Ebenso kehrten Michael Stahl und Thomas Gentner zur TuS zurück, nachdem sie zunächst keinen anderen Verein finden konnten. Die Hinrunde beendete die TuS Koblenz abgeschlagen auf dem letzten Tabellenplatz. In der Rückrunde stabilisierte sich die Mannschaft und war hinsichtlich der gewonnenen Punkte erfolgreicher. Ein 2:1-Sieg gegen die SV Elversberg verhinderte am letzten Spieltag, dass die Saison für den Verein auf dem letzten Tabellenplatz endete. Frühzeitig wurde bekannt gegeben, dass Michael Dämgen seine Trainertätigkeit mit der Zielrichtung des Neuaufbaus der Mannschaft auch in der Spielzeit 2012/13 fortsetzten sollte.

Nachdem frühzeitig die Lizenz für die Saison 2012/13 erteilt wurde, begannen Michael Dämgen und das Management des Vereins mit der Kaderplanung. Mit Anel Džaka kehrte ein ehemaliger Spieler nach Stationen bei Rot-Weiß Oberhausen und dem 1. FC Kaiserslautern auf den Oberwerth zurück. Er erhielt einen Vertrag bis 2015 und sollte als Führungsspieler im Mittelfeld agieren. Ebenso wurde mit Jerome Assauer ein neuer Stürmer verpflichtet. Der Kader wurde nach der schwachen Vorsaison neu aufgebaut und langjährige Spieler wie Eike Mund, Tobias Bauer und Jan Hawel erhielten keine neuen Verträge bzw. verließen den Verein auf eigenen Wunsch. Als Saisonziel wurde von den Verantwortlichen ein einstelliger Tabellenplatz ausgegeben. Mitte September trennte sich die TuS von Cheftrainer Michael Dämgen.

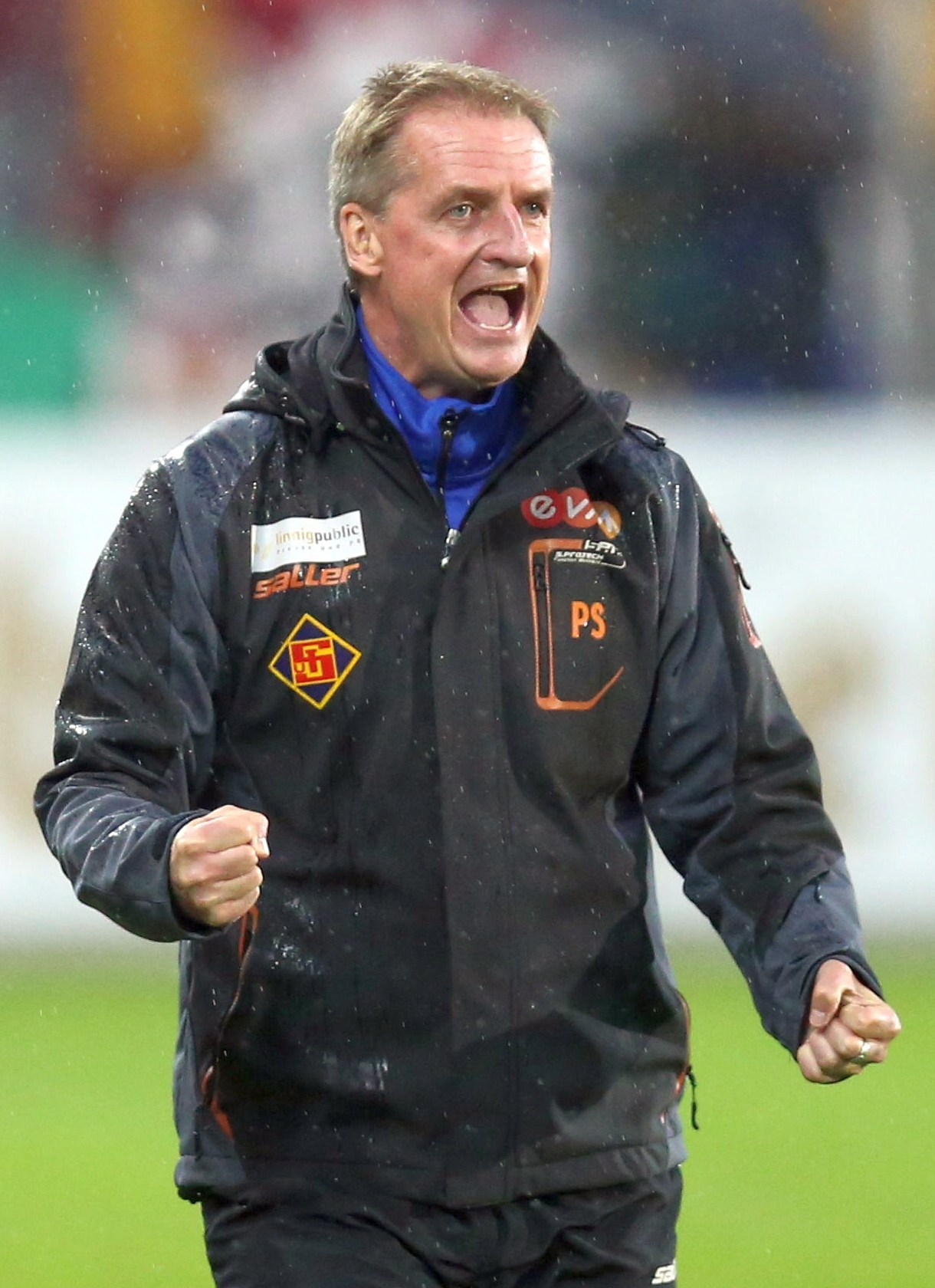
Petrik Sander

 Sein Nachfolger wurde der ehemalige Trainer der zweiten Mannschaft des FSV Mainz 05 Peter Neustädter. Er gab am 21. September seinen Einstand an der Seitenlinie und konnte in seinem ersten Spiel einen 1:0‑Sieg bei Eintracht Trier verbuchen. Die Saison endete schließlich auf dem achten Platz der Tabelle mit 14 Siegen, 10 Unentschieden und 12 Niederlagen. Dazu wurde Jerome Assauer bester Torjäger der Liga mit 20 Toren in 35 Spielen.
Am 21. August 2013 wurde Neustädter von der TuS beurlaubt. Nachfolger wurde der bisherige Co-Trainer Evangelos Nessos, der bereits 2012 für zwei Spiele als Interimstrainer die Verantwortung für die Mannschaft getragen hatte. Bis Nessos die erforderliche Lizenz für die Leitung der Mannschaft besaß, wurde er vom Management des Vereins als Teamchef eingesetzt. Im ersten Spiel nach dem Trainerwechsel feierte die TuS daraufhin den ersten Saisonsieg mit einem 3:1‑Heimerfolg gegen die SpVgg Neckarelz. Doch auch unter Nessos blieben die Leistungen der TuS wechselhaft. Nach einer schwachen Rückrunde beendete die TuS die Saison 2013/14 mit 39 Punkten auf dem 14. Tabellenplatz.
Im Juni 2014 gelang es der TuS Koblenz, durch einen Schuldenschnitt die Verbindlichkeiten von rund 4 Millionen Euro um 90 Prozent zu reduzieren. Mit dieser Maßnahme konnte eine Insolvenz der Spielbetriebs GmbH abgewendet werden. Sportlich verlief die Hinrunde der Spielzeit 2014/15 jedoch ernüchternd. Bis zur Winterpause konnte die Mannschaft lediglich 13 Punkte aus 20 Spielen sammeln und überwinterte auf dem vorletzten Tabellenplatz. Als Konsequenz wurde Teamchef Evangelos Nessos am 8. Dezember 2014 nach einer 1:2-Heimniederlage gegen den KSV Baunatal von seinen Aufgaben entbunden. Als Nachfolger wurde Petrik Sander präsentiert, der bereits von 2009 bis 2011 für die TuS tätig war. Sander erhielt in Koblenz einen Vertrag bis Sommer 2016. Jedoch konnte auch unter Sander der Trend in Richtung Abstieg nicht gestoppt werden. Mit 25 Punkten nach 34 Spielen stand die TuS am Saisonende auf Platz 16 und stieg nach den verpassten Aufstiegen der Kickers Offenbach und des 1. FC Saarbrücken als weiterer Absteiger in die Fußball-Oberliga Rheinland-Pfalz/Saar ab.
Juli 2015 gab die TuS Koblenz bekannt, dass die TuS Koblenz GmbH einen Insolvenzantrag stellen musste. Das Spielrecht für die erste Mannschaft in der Fußball-Oberliga Rheinland-Pfalz/Saar war zuvor schon auf den TuS Koblenz e. V. übertragen worden. Aufgrund der bestehenden Strukturen war dies ohne Punktabzug oder sonstige Strafen durch den Verband möglich. Am 16. Juli 2015 wurde das Insolvenzverfahren gegen die GmbH eröffnet. In der Oberliga konnte die TuS auf Anhieb eine Spitzenposition einnehmen und zählte nahezu die gesamte Saison zu den Top-Mannschaften der Liga. Bereits zwei Spieltage vor Ende der Saison stand Koblenz als Meister der Fußball-Oberliga Rheinland-Pfalz/Saar fest und schaffte damit die sofortige Rückkehr in die Regionalliga. Nach dem erfolgreichen Klassenerhalt 2016/2017 geriet die TuS in der Folgesaison tief in den Abstiegskampf der Regionalliga. Nach zwei Niederlagen zum Jahresauftakt 2018 wurde schließlich Trainer Petrik Sander von seinen Aufgaben entbunden und der ehemalige TuS-Spieler Anel Džaka als Nachfolger bekannt gegeben. Unter Leitung des ehemaligen Spielers Džaka konnte die TuS in den verbleibenden Spielen sportlich überzeugen und schaffte den Sprung auf Tabellenplatz 15 zum Ende der Saison. Da beide Südwest-Vertreter in den Aufstiegsspielen zur 3. Liga scheiterten, reichte dies jedoch nicht, um den erneuten Gang in die Oberliga zu verhindern. Kurz nach Saisonende und dem feststehenden Abstieg in die Oberliga musste auch der TuS Koblenz e. V. Insolvenz anmelden, welcher jedoch mit einem tragfähigen Sanierungskonzept gerettet werden soll. Eine Einstellung des Spielbetriebs sowie ein weiterer Zwangsabstieg konnten vermieden werden. Trotz eines späten Beginns der Kaderplanungen konnte sich die TuS im Laufe der Saison 2018/19 schnell im oberen Drittel der Oberliga festsetzen und beendete die Spielzeit auf dem vierten Tabellenplatz. Zudem gelang der erneute Einzug ins Finale des Rheinlandpokal, wo Koblenz gegen den FSV Salmrohr im Elfmeterschießen unterlag. Im September 2019 konnte das Insolvenzverfahren erfolgreich abgeschlossen werden, im Dezember wählten die Mitglieder der TuS Koblenz ihren neuen Vorstand, wobei der langjährige Fanbeauftragte Christian Krey zum neuen Vorsitzenden gewählt wurde. Im November 2021 wurde Trainer Džaka freigestellt. Der zu diesem Zeitpunkt verletzte Mannschaftskapitän Michael Stahl übernahm das Amt des Cheftrainers. In der Saison 2022/2023 sicherte sich die TuS Koblenz mit dem 2. Tabellenplatz in der Meisterrunde einen Platz für die Aufstiegsrelegation in die Regionalliga Südwest. In der Relegation siegte die TuS Koblenz im Hinspiel mit 2:1 gegen die SG Sonnenhof Großaspach. Im Rückspiel reichte der TuS Koblenz ein 2:2, um sich gegen die SG Sonnenhof Großaspach durchzusetzen und die TuS Koblenz stieg, nach fünfjähriger Zugehörigkeit zur Oberliga Rheinland-Pfalz/Saar, erneut in die Regionalliga Südwest auf. Aus dieser Spielklasse stieg der Verein jedoch bereits im Folgejahr wieder in die Oberliga ab.

## Personen der Vereinsgeschichte

### Präsidenten
Eine chronologische Übersicht über alle Präsidenten des Vereines seit Gründung.
| Amtszeit  | Präsident        |
| --------- | ---------------- |
| 1911–1919 | Jakob Miltz Sen. |
| 1919–1922 | Karl Bohr        |
| 1922–1926 | Wilhelm Keßler   |
| 1926      | Jakob Miltz Sen. |
| 1926–1928 | Peter Lesselich  |
| 1928–1930 | Hugo Schlegel    |
| 1930–1931 | Albert Glöckner  |
| 1931–1933 | Hugo Schlegel    |
| 1933–1934 | Franz Krauß      |
| 1934–1936 | Albert Glöckner  |

| Amtszeit  | Präsident        |
| --------- | ---------------- |
| 1936–1945 | Heinrich Kretzer |
| 1945–1946 | Willi Lotz       |
| 1946–1948 | Georg Rummel     |
| 1948–1962 | Robert Weinand   |
| 1962–1967 | Walter Willig    |
| 1967–1971 | Helmut Wagener   |
| 1971–1975 | Walter Risser    |
| 1976–1977 | Jürgen Jughard   |
| 1977–1980 | Manfred Linse    |
| 1980–1983 | Egon Dünwald     |

| Amtszeit  | Präsident           |
| --------- | ------------------- |
| 1983–1988 | Rolf Kombert        |
| 1988–2000 | Herbert Heidger     |
| 2000–2002 | Jürgen Schmelzer    |
| 2002–2006 | Bruno Gauggel       |
| 2006–2007 | Walter Degen        |
| 2007–2008 | Rüdiger Sterzenbach |
| 2009–2017 | Werner Hecker       |
| 2017–2019 | Arnd Gelhard        |
| seit 2019 | Christian Krey      |

### Trainer
Eine chronologische Übersicht über alle Trainer des Vereines seit 1946.
| Amtszeit              | Nat.                       | Trainer                |
| --------------------- | -------------------------- | ---------------------- |
| 01.07.1946–30.04.1954 | Deutschland Bundesrepublik | Josef Gauchel          |
| 01.05.1954–30.06.1954 | Deutschland Bundesrepublik | Jakob Oden             |
| 01.07.1954–30.06.1956 | Deutschland Bundesrepublik | Helmut Bolz            |
| 01.07.1957–30.04.1959 | Deutschland Bundesrepublik | Josef Gauchel          |
| 01.05.1959–30.03.1962 | Deutschland Bundesrepublik | Helmut Bolz            |
| 01.04.1962–30.04.1964 | Deutschland Bundesrepublik | Erich Garske           |
| 30.04.1964–30.06.1965 | Deutschland Bundesrepublik | Hermann Oster          |
| 01.07.1965–30.06.1967 | Deutschland Bundesrepublik | Karl-Heinz Trieschmann |
| 01.07.1967–08.04.1970 | Deutschland Bundesrepublik | Herbert Rappsilber     |
| 09.04.1970–30.06.1970 | Deutschland Bundesrepublik | Hermann Oster          |
| 01.07.1970–30.06.1973 | Deutschland Bundesrepublik | Werner Mangold         |
| 01.07.1973–11.03.1974 | Deutschland Bundesrepublik | Rudolf Schnippe        |
| 12.03.1974–23.03.1974 | Deutschland Bundesrepublik | Thomas Barthels        |
| 24.03.1974–30.06.1974 | Deutschland Bundesrepublik | Rudolf Schnippe        |
| 01.07.1974–09.03.1975 | Deutschland Bundesrepublik | Siegfried Melzig       |
| 10.03.1975–30.06.1976 | Deutschland Bundesrepublik | Hermann Oster          |
| 01.07.1976–30.06.1977 | Deutschland Bundesrepublik | Franz Schäfer          |
| 01.07.1977–30.06.1978 | Deutschland Bundesrepublik | Manfred Klein          |
| 01.07.1978–08.01.1979 | Deutschland Bundesrepublik | Franz Schäfer          |
| 09.01.1979–21.02.1980 | Serbien                    | Milan Nikolić          |
| 22.02.1980–30.06.1980 | Deutschland Bundesrepublik | Werner Adam            |
| 01.07.1980–11.02.1981 | Deutschland Bundesrepublik | Achim Fickert          |
| 12.02.1981–30.06.1981 | Deutschland Bundesrepublik | Walter Mürtz           |
| 01.07.1981–26.02.1982 | Deutschland Bundesrepublik | Heinz Bewersdorf       |
| 27.02.1982–11.03.1982 | Deutschland Bundesrepublik | Georg Unkelbach        |
| 12.03.1982–04.12.1983 | Deutschland Bundesrepublik | Rolf Stracke           |

| Amtszeit              | Nat.                       | Trainer                |
| --------------------- | -------------------------- | ---------------------- |
| 05.12.1983–20.12.1983 | Deutschland Bundesrepublik | Heribert Dittrich      |
| 21.12.1983–25.03.1984 | Deutschland Bundesrepublik | Kurt Waldorf           |
| 26.03.1984–06.04.1984 | Deutschland Bundesrepublik | Heribert Dittrich      |
| 07.04.1984–30.06.1984 | Iran                       | Bahman Foroutan        |
| 01.07.1984–28.04.1985 | Deutschland Bundesrepublik | Werner Entenmann       |
| 29.04.1985–30.06.1985 | Deutschland Bundesrepublik | Ludwig Scherhag        |
| 01.07.1985–30.08.1986 | Deutschland Bundesrepublik | Günther Breuling       |
| 31.08.1986–30.06.1987 | Deutschland Bundesrepublik | Otto Jaworski          |
| 01.07.1987–30.03.1989 | Niederlande                | Gerrie Schonewille     |
| 31.03.1989–30.06.1989 | Deutschland                | Günther Funke          |
| 01.07.1989–10.12.1996 | England                    | Colin Bell             |
| 11.12.1996–31.08.1998 | Deutschland                | Rainer Kannegieser     |
| 01.09.1998–31.10.1998 | Deutschland                | Thomas Neis            |
| 01.11.1998–30.06.2002 | Deutschland                | Jürgen Roth-Lebenstedt |
| 01.07.2002–24.04.2007 | Kroatien                   | Milan Šašić            |
| 25.04.2007–12.12.2009 | Deutschland                | Uwe Rapolder           |
| 13.12.2009–26.12.2009 | Deutschland                | Uwe Koschinat          |
| 27.12.2009–30.06.2011 | Deutschland                | Petrik Sander          |
| 13.07.2011–11.09.2012 | Deutschland                | Michael Dämgen         |
| 12.09.2012–20.09.2012 | Griechenland               | Evangelos Nessos       |
| 21.09.2012–21.08.2013 | Deutschland                | Peter Neustädter       |
| 22.09.2013–08.12.2014 | Griechenland               | Evangelos Nessos       |
| 01.01.2015–11.02.2018 | Deutschland                | Petrik Sander          |
| 11.02.2018–19.11.2021 | Deutschland                | Anel Džaka             |
| seit 19.11.2021       | Deutschland                | Michael Stahl          |

### Nationalspieler der TuS Koblenz
Die TuS Koblenz brachte im Lauf ihrer Geschichte drei deutsche Nationalspieler hervor. Zusammen kamen die drei Spieler auf 21 Einsätze im Trikot der deutschen Fußballnationalmannschaft und schossen in Länderspielen 13 Tore.
- Karl Adam
3/0 – 21. November 1951 bis 4. Mai 1952
- Josef Gauchel
16/13 – 4. August 1936 bis 19. Juli 1942
- Jakob Miltz
2/0 – 19. Dezember 1954 bis 25. November 1956

Zusätzlich gab es in den 1970er Jahren noch mit Ludwig Scherhag einen Amateur-Nationalspieler der TuS. Weiterhin verstärkte Nachwuchstalent Philipp Langen das U-20-Aufgebot der deutschen Nationalmannschaft.

### Bekannte Namen
- Branimir Bajić, Spieler, bosnisch-herzegowinischer Nationalspieler, wechselte zusammen mit Marko Lomić 2007 von Partizan Belgrad nach Koblenz.
- Mario Basler, Co-Trainer von 2007 bis 2008, war mehrfacher Deutscher Meister und Pokalsieger.
- Colin Bell, trainierte von 1989 bis 1996 die erste Mannschaft der TuS, kehrte 2006 nach Koblenz zurück und trainierte bis 2011 die zweite Mannschaft sowie diverse Jugendmannschaften. Von 2013 bis 2015 war er Trainer des 1. FFC Frankfurt.
- Du-Ri Cha, Spieler, südkoreanischer Nationalspieler, Sohn des ehemaligen Bundesligaspielers Bum-Kun Cha, spielte von 2007 bis 2009 für die TuS Koblenz.
- Ewald Dytko, 22-facher polnischer Nationalspieler, der als Oberschlesier zu einer Einheit der Wehrmacht nach Koblenz eingezogen worden war, spielte dank der Vermittlung Gauchels in der Mannschaft, die 1943 Meister der Gauliga Moselland wurde.[9]
- Anel Džaka, Mannschaftskapitän von 2004 bis 2008, kehrte 2012 nach Stationen bei Rot-Weiß Oberhausen und dem 1. FC Kaiserslautern wieder zur TuS Koblenz zurück. Beendete 2015 seine aktive Karriere und war von 2018 bis 2021 Trainer der ersten Mannschaft der TuS Koblenz.
- Dennis Eilhoff, Torhüter, spielte von 2006 bis 2008 für die TuS Koblenz. Nach einer Verletzung beendete er 2012 seine aktive Karriere.
- Gu Guangming, Spieler, chinesischer Nationalspieler, spielte in der Saison 1986/87 für die TuS Koblenz.
- Rudi Gutendorf, Weltenbummler und Trainer mit den weltweit meisten Nationaltrainer-Stationen, früher Spieler und Trainer der TuS Neuendorf.
- André Hahn, Spieler, deutscher Nationalspieler, kam im Januar 2011 vom FC Oberneuland und spielte von Februar bis zu seinem Wechsel, zu den Kickers Offenbach, im Juli 2011 für die TuS.
- Emmanuel Krontiris, Spieler, der ehemalige Jugendnationalspieler wechselte 2008 von Alemannia Aachen nach Koblenz.
- Stefan Kuntz, Manager, begann seine Karriere als Manager bei der TuS 2005 und wechselte im April 2006 zum VfL Bochum, wo er neben dem Managerposten das Amt des Vorstandes Sport bis zum 1. April 2008 innehatte.
- Njazi Kuqi, Spieler, finnischer Nationalspieler, spielte von 2008 bis 2010 für die TuS Koblenz. In Deutschland war er ebenfalls für die SG Sonnenhof Großaspach aktiv.
- Shefki Kuqi, Spieler, finnischer Nationalspieler, wechselte im Juli 2009 von Crystal Palace zur TuS und spielte für die TuS bis zu seinem Wechsel zu Swansea City im Januar 2010.
- Benjamin Lense, Spieler, spielte von 2009 bis 2010 für Koblenz. Zuvor war er bereits für Arminia Bielefeld, Hansa Rostock, 1. FC Nürnberg und den VfL Bochum aktiv. Er kehrte nach seiner Zeit in Koblenz zu Arminia Bielefeld zurück und musste dort aber 2011 seine Karriere aufgrund von Verletzungen beenden.
- Marko Lomić, Spieler, serbischer Nationalspieler, kam 2007 von Partizan Belgrad nach Koblenz und spielte bis 2009 für die TuS.
- Stefan Maierhofer, Spieler, österreichischer Nationalspieler, kam im Januar 2007 von FC Bayern München II und spielte von Februar bis zu seinem Wechsel, zur SpVgg Greuther Fürth, im Juli 2007 für die TuS.
- Matej Mavrič, Spieler, slowenischer Nationalspieler, spielte von 2007 bis 2010 in Koblenz.
- Evangelos Nessos, Spieler, spielte von 2004 bis 2010 für die TuS Koblenz. Musste aufgrund verschiedener Verletzungen seine Karriere beenden und arbeitete zunächst als Jugendtrainer im Verein. Von August 2013 bis Dezember 2014 war er Trainer der 1. Mannschaft.
- Dieter Paucken, Torhüter, spielte von 2009 bis 2011, sowie von 2012 bis 2013 und dann nochmal von der Saison 2017/2018 bis zum Ende der Saison 2020/21 für die TuS Koblenz. Zuvor war er unter anderem für den 1. FC Köln und SC Fortuna Köln aktiv.
- Uwe Rapolder, Trainer, schaffte 2007, 2008 und 2009 den Klassenerhalt mit der TuS Koblenz in der 2. Bundesliga. Wurde im Dezember 2009 entlassen.
- Petrik Sander, Trainer der TuS von Dezember 2009 bis Juni 2011, sowie von 2014 bis 2018. Führte Koblenz mit der Meisterschaft in der Fußball-Oberliga Rheinland-Pfalz/Saar zurück in die Regionalliga und feierte mit der TuS den Gewinn des Rheinlandpokal 2017.
- Milan Šašić, Trainer, führte den Verein als Oberliga-Südwest-Meister der Saison 2003/04 in die Regionalliga und als Vizemeister der Regionalliga Süd 2005/06 in die 2. Bundesliga. War im Anschluss unter anderem für den 1. FC Kaiserslautern und den 1. FC Saarbrücken als Trainer tätig. 2019 bewarb er sich auf das Amt des Vorstandsvorsitzenden bei der TuS Koblenz, verlor die Wahl jedoch gegen seinen Gegenkandidaten Christian Krey.
- Ervin Skela, Spieler, albanischer Nationalspieler, spielte von 2009 bis 2010 für die TuS Koblenz. Zuvor spielte der langjährige Kapitän der albanischen Nationalmannschaft bereits für Energie Cottbus, Eintracht Frankfurt, 1. FC Kaiserslautern und Arminia Bielefeld.
- Zoltán Stieber, Spieler, ungarischer Nationalspieler, Linksaußen, spielte von 2009 bis 2010 bei der TuS Koblenz.
- Fatmir Vata, Spieler, albanischer Nationalspieler, wechselte 2007 von Arminia Bielefeld nach Koblenz und spielte bis 2009 für die TuS Koblenz und hat 2010 seine aktive Karriere beendet.
- Frank Wiblishauser, Spieler, spielte von 2006 bis 2010 für die TuS Koblenz in der 2. Bundesliga. Zuvor spielte er für den FC St. Gallen, den 1. FC Nürnberg und bei den Amateuren des FC Bayern München. 2010 beendete er seine aktive Karriere.
- David Yelldell, Torhüter, US-amerikanischer Nationalspieler, stand von 2008 bis 2010 im Tor der TuS Koblenz.

## Kader der Saison 2023/24
(Stand: 29. März 2024)
| Nr.        | Nat.                       | Spieler               | Geboren       | Im Verein seit |
| ---------- | -------------------------- | --------------------- | ------------- | -------------- |
| Tor        |                            |                       |               |                |
| 01         | Deutschland                | Jonas Bast            | 22. Sep. 2003 | 2021           |
| 16         | Deutschland                | Michael Zadach        | 13. Juli 2000 | 2023           |
| 33         | Deutschland                | Franjo Serdarusic     | 24. März 2004 | 2023           |
| Abwehr     |                            |                       |               |                |
| 04         | Deutschland                | Daniel von der Bracke | 28. Jan. 1992 | 2015           |
| 05         | Deutschland                | Almir Ahmetaj         | 9. Juli 2002  | 2021           |
| 08         | Deutschland                | Michael Stahl         | 15. Sep. 1987 | 2016           |
| 22         | Deutschland                | Dominic Volkmer       | 17. Apr. 1996 | 2023           |
| 24         | Deutschland                | Lukas Szymczak        | 15. Jan. 2000 | 2019           |
| Mittelfeld |                            |                       |               |                |
| 06         | Deutschland                | Marcel Wingender      | 9. Aug. 2001  | 2020           |
| 07         | Kosovo                     | Armend Qenaj          | 7. Aug. 2003  | 2021           |
| 10         | Kosovo                     | Behadil Sabani        | 26. Jan. 2000 | 2023           |
| 12         | Deutschland                | Felix Könighaus       | 29. Apr. 2000 | 2023           |
| 13         | Palastina Autonomiegebiete | Tariq-Emad Suleiman   | 13. Juni 2003 | 2023           |
| 14         | Kroatien                   | Damir Grgić           | 18. Mai 1992  | 2022           |
| 23         | Deutschland                | Leon Waldminghaus     | 16. Apr. 2000 | 2023           |
| 25         | Deutschland                | Jan Mahrla            | 14. Juni 2003 | 2022           |
| 28         | Deutschland                | André Mandt           | 15. Aug. 1993 | 2021           |
| 29         | Deutschland                | Sollano Rodrigues     | 4. Aug. 2004  | 2023           |
| Sturm      |                            |                       |               |                |
| 09         | Osterreich                 | Erijon Shaqiri        | 19. Nov. 2002 | 2022           |
| 11         | Deutschland                | Sandro Porta          | 26. Mai 2002  | 2023           |
| 17         | Deutschland                | Nicolas Jörg          | 30. Juli 2004 | 2024           |
| 18         | Gambia                     | Yusupha Sawaneh       | 17. Okt. 2003 | 2021           |
| 19         | Deutschland                | Dylan Esmel           | 20. März 1998 | 2022           |

## Stadion Oberwerth

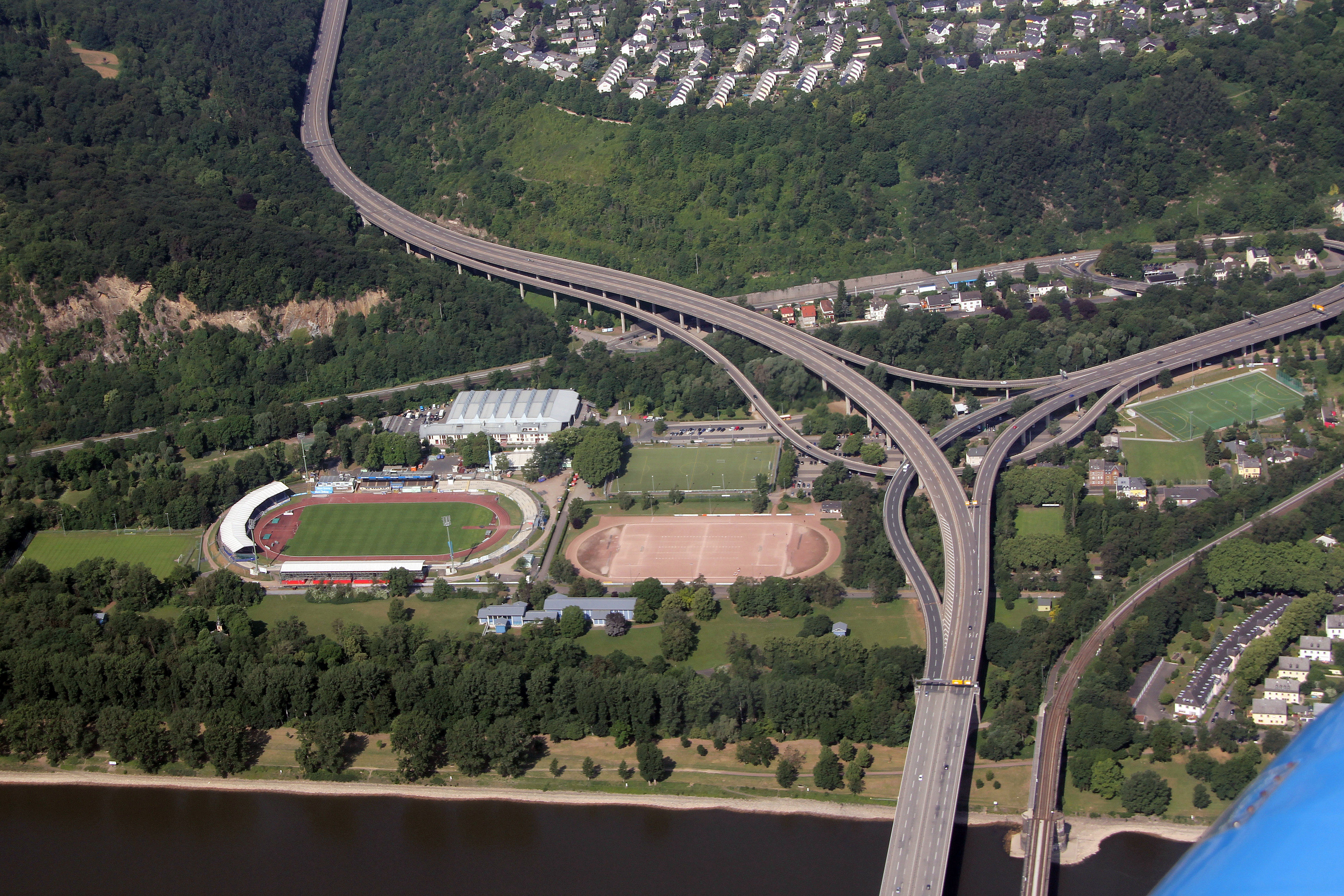
Das Fußballstadion der TuS Koblenz im Sportpark Oberwerth 2011

Die Heimspiele der TuS finden seit 1946 im Stadion Oberwerth statt, das bis 1933 Amerikaner-Stadion, dann bis 1945 Hermann-Göring-Kampfbahn und 1945 kurzzeitig Stade de Gaulle hieß. Davor ging es nur zur Endrunde um die westdeutsche Meisterschaft vom Platz am Ufer in Neuendorf über die Mosel auf den Oberwerth. Erstmals geschah dies am 16. Januar 1927, als der Kölner CfR am Oberwerth mit 5:2 siegte. Nach dem Zweiten Weltkrieg hatte das Stadion eine Kapazität von offiziell 33.000 Zuschauern, wobei diese in den Spielen gegen den FC Schalke 04 (38.000 – 29. Juni 1946) und den 1. FC Kaiserslautern (40.000 – 16. November 1952) deutlich überschritten wurde. Die Anhänger standen bis an den Spielfeldrand, wobei viele wohl nur das Spielgeschehen erahnen konnten. Heute ist es nur noch für 9.500 Zuschauer zugelassen. Es ist Teil des Sportparks Oberwerth.
Das Stadion entstand 1920 als Sportplatz des US-amerikanischen Besatzungskorps in Koblenz. Bis 1929 gehörte es der US-Army, sodass es selten von einheimischen Sportlern benutzt werden konnte. 1935 wurde die heute noch bestehende Haupttribüne errichtet, eine an die Bauhaus-Architektur angelehnte Eisenbetonkonstruktion. Anlässlich des Aufstiegs in die Regionalliga wurde in den letzten Jahren die Gegengerade modernisiert. Im Rahmen der Generalüberholung des Stadions zur Erfüllung der Ansprüche der DFL für die 2. Bundesliga wurden vor und während der Saison 2007/08 eine Rasenheizung installiert, eine neue Südtribüne mit Überdachung für 2.900 Zuschauer errichtet sowie die Stehplätze mit Betonfertigteilen befestigt. Die Zusatztribünen wurden jedoch zur Saison 2011/12 wieder abgebaut, um Miete zu sparen. Damit fiel die Kapazität von 15.000 auf 9.500, bei 2.000 Sitzplätzen und 7.500 unüberdachten Stehplätzen.
Der Zuschauerrekord auf dem Oberwerth stammt vom Oberligaspiel gegen den FCK am 16. November 1952, als sich 40.000 Zuschauer bis an die Außenlinien drängten.

## Zuschauer und Fankultur
In der Oberliga Rheinland-Pfalz/Saar-Saison 2015/16 kamen insgesamt 21.105 Zuschauer mit einem Schnitt von 1.319 Zuschauern zu den Heimspielen der TuS Koblenz. In der Saison 2016/17 kamen, nach dem Wiederaufstieg in die viertklassige Regionalliga Südwest, durchschnittlich 1651 Zuschauer zu den Heimspielen. Der höchste Zuschauerschnitt in der jüngeren Vergangenheit war die Saison 2007/08 in der 2. Bundesliga mit durchschnittlich 11.255 Zuschauern und einer Gesamtzahl von 191.334 Zuschauern. Die Mehrheit der Fanclubs hat sich in dem Dachverband Koblenzer Fanclubs zusammengeschlossen.
Durch hitzige und zahlreiche Duelle in der Oberliga gilt der TuS Mayen als der eigentliche „Erzfeind“ der Koblenzer. Da beide Clubs bereits seit einigen Jahren einige Ligen trennen, gab es das letzte Pflichtspiel zwischen den Vereinen in der Oberligasaison 2003/04. Weitere Rivalitäten bestehen zu Eintracht Trier, dem 1. FC Saarbrücken und dem 1. FC Kaiserslautern.

## Größte Erfolge
- Meister Bezirksklasse Rheingau (damals 1. Liga) 1924, 1926, 1927, 1928, 1929, 1930, 1931, 1932.
- Meister Bezirksklasse Mittelrhein: (damals 2. Liga) 1935, 1938, 1941.
- Meister Gauliga Moselland 1943, 1944.
- Meister der Oberliga Südwest 2004.
- Meister der Oberliga Rheinland-Pfalz/Saar 2016.
- Rheinlandmeister 1977, 1978, 1994.
- Südwestdeutscher Pokalsieger 1954.
- Mittelrheinpokalsieger 1946.
- Rheinlandpokalsieger 1978, 1979, 2005, 2006, 2017, 2024
- Teilnahme an der Endrunde zur Deutschen Meisterschaft 1942/43, 1943/44, 1947/48, 1949/50.
- Teilnahme an der zweiten Qualifikationsrunde zur Deutschen Meisterschaft 1955/56.
- Halbfinale Deutsche Meisterschaft 1948.
- Teilnahme am DFB-Pokal 1939/40, 1953/54, 1973/74, 1978/79, 1979/80, 1980/81, 2005/06, 2006/07, 2007/08, 2008/09, 2009/10, 2010/11, 2017/18, 2024/25.
- Halbfinale DFB-Pokal 1953/54.
- Achtelfinale DFB-Pokal 1978/79, 2009/10, 2010/11.
- Teilnahme an der Aufstiegsrunde zur 1. Bundesliga 1968/69, 1969/70.
- Zugehörigkeit zur Oberliga Südwest (damals 1. Liga) 1946–1959, 1960–1963, darunter dreimal Vizemeister.
- Zugehörigkeit zur Regionalliga Südwest (damals 2. Liga) 1963–1974.

Darüber hinaus erzielte Michael Stahl das Tor des Jahres 2010.
In der „Ewigen Tabelle der 2. Bundesliga“ belegt die TuS Koblenz mit vier Jahren Zugehörigkeit und 136 absolvierten Spielen den 86. Platz.

## Platzierungen seit 1920
Der FV Neuendorf 1911 hat sich erst 1920 dem Westdeutschen Fußballverband angeschlossen. Da der Club in dem Koblenzer Spielplanheft 1919/20 (dieses Heft erschien 1919 erstmals) noch nicht auftauchte, ist davon auszugehen, dass der Club erst im Sommer dem WFV beitrat. Umso überraschender ist dann die Tatsache, dass der Club im Terminkalender 1921–22 bereits in der A-II-Klasse aufgelistet wird. Allerdings könnte es sein, dass in diesen Jahren der Buchstabe in der Ligen-Bezeichnung nur die Region umschreibt, wo gespielt wurde, denn die Reservemannschaft des FV kickte in der A-III-Liga.
| Saison  | Platz | Verein            | Spiele | Tore  | Punkte | Klasse                                           |
| ------- | ----- | ----------------- | ------ | ----- | ------ | ------------------------------------------------ |
| 1920/21 | 01.   | FV 1911 Neuendorf | –      | –     | –      | C-Klasse Koblenz                                 |
| 1921/22 | 01.   | FV 1911 Neuendorf | –      | –     | –      | 2. A-Klasse Koblenz                              |
| 1922–24 | 01.   | FV 1911 Neuendorf | –      | –     | –      | A-Klasse Koblenz                                 |
| 1924–26 | 01.   | FV 1911 Neuendorf | 20     | –     | –      | 1. Bezirksklasse                                 |
| 1925/27 | 01.   | FV 1911 Neuendorf | 14     | 59:17 | 25:03  | 1. Bezirksklasse                                 |
| 1927/28 | 01.   | FV 1911 Neuendorf | 14     | 46:14 | 25:03  | 1. Bezirksklasse                                 |
| 1928/29 | 01.   | FV 1911 Neuendorf | 14     | 46:19 | 23:05  | 1. Bezirksklasse                                 |
| 1929/30 | 01.   | FV 1911 Neuendorf | 16     | 54:17 | 26:06  | 1. Bezirksklasse                                 |
| 1930/31 | 01.   | FV 1911 Neuendorf | 14     | 66:24 | 23:05  | 1. Bezirksklasse                                 |
| 1932/32 | 01.   | FV 1911 Neuendorf | 18     | 76:27 | 33:03  | 1. Bezirksklasse                                 |
| 1932/33 | 09.   | FV 1911 Neuendorf | 18     | 44:38 | 14:22  | 1. Bezirksklasse                                 |
| 1933/34 | 09.   | FV 1911 Neuendorf | 20     | 36:62 | 11:29  | Gauliga Mittelrhein                              |
| 1934/35 | 01.   | TuS Neuendorf     | 18     | 84:33 | 29:07  | 1. Bezirksklasse                                 |
| 1935/36 | 08.   | TuS Neuendorf     | 18     | 33:40 | 17:19  | Gauliga Mittelrhein                              |
| 1936/37 | 10.   | TuS Neuendorf     | 20     | 33:45 | 15:25  | Gauliga Mittelrhein                              |
| 1937/38 | 01.   | TuS Neuendorf     | 18     | 96:21 | 29:07  | 1. Bezirksklasse                                 |
| 1938/39 | 09.   | TuS Neuendorf     | 18     | 38:34 | 13:23  | Gauliga Mittelrhein                              |
| 1939/40 | 06.   | TuS Neuendorf     | 10     | 27:32 | 06:14  | Gauliga Mittelrhein Gr.2                         |
| 1940/41 | 01.   | TuS Neuendorf     | 14     | 45:16 | 26:02  | Bezirksliga Koblenz                              |
| 1941/42 | 02.   | TuS Neuendorf     | 10     | 37:17 | 13:07  | Gauliga Moselland Ost                            |
| 1942/43 | 01.   | TuS Neuendorf     | 10     | 82:16 | 18:02  | Gauliga Moselland Ost                            |
| 1943/44 | 01.   | TuS Neuendorf     | 07     | 63:03 | 12:02  | Gauliga Moselland Ost                            |
| 1944/45 | –     | TuS Neuendorf     | –      | –     | –      | kein Spielbetrieb – nur noch Freundschaftsspiele |
| 1945/46 | –     | TuS Neuendorf     | –      | –     | –      | nur Freundschaftsspiele                          |
| 1946/47 | 07.   | TuS Neuendorf     | 14     | 23:34 | 12:16  | Oberliga Südwest Nord                            |
| 1947/48 | 03.   | SpVgg Neuendorf   | 26     | 74:36 | 40:12  | Oberliga Südwest Nord                            |
| 1948/49 | 03.   | SpVgg Neuendorf   | 24     | 75:21 | 34:14  | Oberliga Südwest Nord 1. Liga                    |
| 1949/50 | 03.   | TuS Neuendorf     | 30     | 96:36 | 46:14  | Oberliga Südwest                                 |
| 1950/51 | 04.   | TuS Neuendorf     | 26     | 61:41 | 34:18  | Oberliga Südwest                                 |
| 1951/52 | 02.   | TuS Neuendorf     | 30     | 76:33 | 44:16  | Oberliga Südwest                                 |
| 1952/53 | 02.   | TuS Neuendorf     | 30     | 97:28 | 46:14  | Oberliga Südwest                                 |
| 1953/54 | 03.   | TuS Neuendorf     | 30     | 85:51 | 39:21  | Oberliga Südwest                                 |
| 1954/55 | 04.   | TuS Neuendorf     | 30     | 79:38 | 40:20  | Oberliga Südwest                                 |
| 1955/56 | 02.   | TuS Neuendorf     | 30     | 74:36 | 43:17  | Oberliga Südwest                                 |
| 1956/57 | 06.   | TuS Neuendorf     | 30     | 67:60 | 32:28  | Oberliga Südwest                                 |
| 1957/58 | 11.   | TuS Neuendorf     | 30     | 59:60 | 26:34  | Oberliga Südwest                                 |
| 1958/59 | 15.   | TuS Neuendorf     | 30     | 56:81 | 18:42  | Oberliga Südwest                                 |
| 1959/60 | 02.   | TuS Neuendorf     | 30     | 64:38 | 40:20  | 2. Oberliga Südwest                              |
| 1960/61 | 11.   | TuS Neuendorf     | 30     | 37:44 | 26:34  | Oberliga Südwest                                 |
| 1961/62 | 12.   | TuS Neuendorf     | 30     | 53:60 | 24:36  | Oberliga Südwest                                 |
| 1962/63 | 10.   | TuS Neuendorf     | 30     | 54:70 | 28:32  | Oberliga Südwest                                 |
| 1963/64 | 11.   | TuS Neuendorf     | 38     | 84:73 | 39:37  | Regionalliga Südwest                             |
| 1964/65 | 06.   | TuS Neuendorf     | 34     | 68:53 | 42:26  | Regionalliga Südwest                             |
| 1965/66 | 04.   | TuS Neuendorf     | 30     | 81:62 | 38:22  | Regionalliga Südwest                             |
| 1966/67 | 14.   | TuS Neuendorf     | 30     | 35:64 | 21:39  | Regionalliga Südwest                             |
| 1967/68 | 02.   | TuS Neuendorf     | 30     | 66:29 | 42:18  | Regionalliga Südwest                             |
| 1968/69 | 02.   | TuS Neuendorf     | 30     | 56:23 | 44:16  | Regionalliga Südwest                             |
| 1969/70 | 08.   | TuS Neuendorf     | 30     | 45:51 | 31:29  | Regionalliga Südwest                             |
| 1970/71 | 06.   | TuS Neuendorf     | 30     | 51:29 | 38:22  | Regionalliga Südwest                             |
| 1971/72 | 05.   | TuS Neuendorf     | 30     | 54:34 | 33:27  | Regionalliga Südwest                             |
| 1972/73 | 11.   | TuS Neuendorf     | 30     | 37:50 | 26:34  | Regionalliga Südwest                             |
| 1973/74 | 12.   | TuS Neuendorf     | 30     | 37:58 | 24:36  | Regionalliga Südwest                             |
| 1974/75 | 05.   | TuS Neuendorf     | 32     | 47:32 | 39:25  | 1. Amateurliga Rheinland                         |
| 1975/76 | 02.   | TuS Neuendorf     | 30     | 75:30 | 45:15  | 1. Amateurliga Rheinland                         |
| 1976/77 | 01.   | TuS Neuendorf     | 30     | 89:36 | 47:13  | 1. Amateurliga Rheinland                         |
| 1977/78 | 01.   | TuS Neuendorf     | 30     | 82:35 | 46:14  | 1. Amateurliga Rheinland                         |
| 1978/79 | 12.   | TuS Neuendorf     | 34     | 45:56 | 29:39  | Oberliga Südwest                                 |
| 1979/80 | 08.   | TuS Neuendorf     | 34     | 43:41 | 34:34  | Oberliga Südwest                                 |
| 1980/81 | 17.   | TuS Neuendorf     | 34     | 50:94 | 16:52  | Oberliga Südwest                                 |
| 1981/82 | 06.   | TuS Koblenz       | 34     | 70:44 | 39:29  | Verbandsliga Rheinland                           |
| 1982/83 | 09.   | TuS Koblenz       | 34     | 55:55 | 31:37  | Verbandsliga Rheinland                           |
| 1983/84 | 04.   | TuS Koblenz       | 34     | 71:53 | 41:27  | Verbandsliga Rheinland                           |
| 1984/85 | 02.   | TuS Koblenz       | 34     | 82:33 | 54:14  | Verbandsliga Rheinland                           |
| 1985/86 | 03.   | TuS Koblenz       | 34     | 80:38 | 45:23  | Verbandsliga Rheinland                           |
| 1986/87 | 02.   | TuS Koblenz       | 34     | 88:44 | 46:22  | Verbandsliga Rheinland                           |
| 1987/88 | 04.   | TuS Koblenz       | 34     | 74:61 | 41:27  | Verbandsliga Rheinland                           |
| 1988/89 | 13.   | TuS Koblenz       | 34     | 51:66 | 31:37  | Verbandsliga Rheinland                           |
| 1989/90 | 07.   | TuS Koblenz       | 32     | 36:37 | 32:32  | Verbandsliga Rheinland                           |
| 1990/91 | 07.   | TuS Koblenz       | 34     | 54:43 | 37:31  | Verbandsliga Rheinland                           |
| 1991/92 | 02.   | TuS Koblenz       | 34     | 73:28 | 52:16  | Verbandsliga Rheinland                           |
| 1992/93 | 02.   | TuS Koblenz       | 34     | 93:23 | 0081   | Verbandsliga Rheinland                           |
| 1993/94 | 01.   | TuS Koblenz       | 32     | 67:22 | 0069   | Verbandsliga Rheinland                           |
| 1994/95 | 03.   | TuS Koblenz       | 34     | 54:37 | 0061   | Amateuroberliga Südwest                          |
| 1995/96 | 02.   | TuS Koblenz       | 34     | 52:23 | 0063   | Amateuroberliga Südwest                          |
| 1996/97 | 11.   | TuS Koblenz       | 34     | 30:40 | 0039   | Amateuroberliga Südwest                          |
| 1997/98 | 10.   | TuS Koblenz       | 34     | 42:45 | 0043   | Amateuroberliga Südwest                          |
| 1998/99 | 14.   | TuS Koblenz       | 34     | 38:43 | 0038   | Amateuroberliga Südwest                          |
| 1999/00 | 09.   | TuS Koblenz       | 36     | 50:56 | 0051   | Amateuroberliga Südwest                          |
| 2000/01 | 09.   | TuS Koblenz       | 38     | 60:40 | 0058   | Amateuroberliga Südwest                          |
| 2001/02 | 11.   | TuS Koblenz       | 34     | 41:37 | 0044   | Amateuroberliga Südwest                          |
| 2002/03 | 11.   | TuS Koblenz       | 36     | 50:42 | 0048   | Amateuroberliga Südwest                          |
| 2003/04 | 01.   | TuS Koblenz       | 34     | 69:19 | 0073   | Amateuroberliga Südwest                          |
| 2004/05 | 11.   | TuS Koblenz       | 34     | 43:38 | 0043   | Regionalliga Süd                                 |
| 2005/06 | 02.   | TuS Koblenz       | 34     | 55:31 | 0066   | Regionalliga Süd                                 |
| 2006/07 | 12.   | TuS Koblenz       | 34     | 36:45 | 0041   | 2. Bundesliga                                    |
| 2007/08 | 10.   | TuS Koblenz       | 34     | 46:47 | 0041*  | 2. Bundesliga                                    |
| 2008/09 | 14.   | TuS Koblenz       | 34     | 47:57 | 0038*  | 2. Bundesliga                                    |
| 2009/10 | 17.   | TuS Koblenz       | 34     | 35:60 | 0031   | 2. Bundesliga                                    |
| 2010/11 | 11.   | TuS Koblenz       | 38     | 38:46 | 0049   | 3. Liga                                          |
| 2011/12 | 17.   | TuS Koblenz       | 38     | 32:51 | 0031   | Regionalliga West                                |
| 2012/13 | 08.   | TuS Koblenz       | 36     | 46:44 | 0052   | Regionalliga Südwest                             |
| 2013/14 | 14.   | TuS Koblenz       | 34     | 36:46 | 0039   | Regionalliga Südwest                             |
| 2014/15 | 16.   | TuS Koblenz       | 34     | 24:58 | 0025   | Regionalliga Südwest                             |
| 2015/16 | 01.   | TuS Koblenz       | 33     | 68:23 | 0076   | Oberliga Rheinland-Pfalz/Saar                    |
| 2016/17 | 08.   | TuS Koblenz       | 36     | 40:39 | 0052   | Regionalliga Südwest                             |
| 2017/18 | 15.   | TuS Koblenz       | 36     | 45:51 | 0039   | Regionalliga Südwest                             |
| 2018/19 | 04.   | TuS Koblenz       | 34     | 54:34 | 0059   | Oberliga Rheinland-Pfalz/Saar                    |
| 2019/20 | 04.   | TuS Koblenz       | 21     | 34:24 | 0039   | Oberliga Rheinland-Pfalz/Saar (abgebrochen)      |
| 2020/21 | 05.   | TuS Koblenz       | 09     | 07:10 | 0013   | Oberliga Rheinland-Pfalz/Saar (abgebrochen)      |
| 2021/22 | 12.   | TuS Koblenz       | 34     | 49:57 | 0040   | Oberliga Rheinland-Pfalz/Saar                    |
| 2022/23 | 02.   | TuS Koblenz       | 30     | 59:20 | 0069   | Oberliga Rheinland-Pfalz/Saar                    |
| 2023/24 | 18.   | TuS Koblenz       | 34     | 30:80 | 0018   | Regionalliga Südwest                             |
| 2024/25 | 04.   | TuS Koblenz       | 34     | 70:38 | 0071   | Oberliga Rheinland-Pfalz/Saar                    |

* Wegen Verstößen im Lizenzierungsverfahren wurden der TuS in der Saison 2007/08 sechs Punkte und in der Saison 2008/09 drei Punkte abgezogen.

## Weitere Mannschaften

### TuS Koblenz II
Die Amateure der TuS Koblenz spielten bis zur Saison 2017/18 in der sechstklassigen Rheinlandliga. In diese Liga sind sie nach der Saison 2009/10 aufgestiegen und gehörten ihr seitdem durchgehend an. Ihre Heimspiele trug die TuS Koblenz II bis dahin auf dem Jahnplatz am Stadion Oberwerth aus. Für die Spielzeit 2018/19 wurde zwar fristgerecht eine Mannschaft beim Verband gemeldet aber kurz darauf wieder zurückgezogen. Zur Saison 2019/20 startete die zweite Mannschaft mit einem Neuanfang in der 11. Spielklasse, der Kreisliga D Staffel II. Die zweite Mannschaft wurde durch Fans der TuS Koblenz ins Leben gerufen und komplett durch diese finanziert. Ihre Spiele trat die zweite Mannschaft seit der Saison 2019/20 auf der Bezirkssportanlage Schmitzers Wiese an. Zum Abschluss der Saison 2023/24 zog sich die zweite Mannschaft zurück und verzichtete auf eine Anmeldung zum Spielbetrieb für die Folgesaison.

### TuS International
Die TuS Koblenz gründete zur Saison 2017/18 eine dritte Herrenmannschaft, die bis 2020 bestand. Diese als TuS Koblenz International auftretende Mannschaft bestand aus Flüchtlingen und war das erste Flüchtlingsteam dieser Art im Südwesten Deutschlands. Das Team bestritt ausschließlich Freundschaftsspiele und nahm an Turnieren teil.

### Frauenfußball
Im Jahr 1970 wurde die erste Frauenfußballabteilung der TuS Neuendorf gegründet, 1978 wurde jedoch der Spielbetrieb wieder eingestellt und die Abteilung aufgelöst. 1985 erfolgte die Neugründung der Frauenfußballabteilung bei der TuS Koblenz, die dann bis zur endgültigen Auflösung bestand. In der Saison 1993/94 spielte die TuS Koblenz in der Aufstiegsrunde um den Aufstieg in die Fußball-Bundesliga mit, erreichte jedoch nur den 4. Platz und schaffte den Sprung in die Bundesliga nicht.

### SC Italia Koblenz 1965
Im Jahr 1987 schloss sich die 1965 gegründete Freizeitfußballmannschaft SC Italia Koblenz 1965 der TuS Koblenz an und trat zu Punkterunden für Freizeitmannschaften an.

## Weitere Sportarten

### Laufsport
Die Abteilung TuS Koblenz Laufsport besteht seit 2017. Die Mitglieder treten bei regionalen und überregionalen Wettkämpfen im Laufsport an.

### Tischtennis
Im Jahr 1945 wurde die erste Tischtennisabteilung der TuS Neuendorf gegründet. Nach erfolgreichen Jahren bis 1950 nahm die Aktivität der Tischtennis-Abteilung ab. 1967 wurde sie jedoch neu aufgestellt. Seit 1990 betreibt die TuS Koblenz zusammen mit der TuS Neuendorf 1982 eine gemeinsame Tischtennisabteilung, welche unter dem Namen SG TuS Koblenz-Neuendorf antritt. Die Spielgemeinschaft spielt in der Saison 2016/17 mit ihrer ersten Herrenmannschaft in der 1. FB Klasse Staffel KO/NR/WW B. Ihre Heimspiele bestreiten die Tischtennismannschaften in der Willi-Graf-Schule in Neuendorf.

### Handball
Ab 1947 wurde in Neuendorf auf dem Sportplatz am Rhein die Sportart Handball in Form von Feldhandball gespielt. Die dort spielenden Handballer der Katholischen Jugend schlossen sich 1949 der TuS Neuendorf als Handball-Abteilung an. Von 1949 bis zur Auflösung 1967 existierte diese Handball-Abteilung.